# Tadeusz Fuss-Kaden
Tadeusz Fuss-Kaden (Tadé) (ur. 15 września 1914 w Krakowie, zm. 16 listopada 1985 w Andratx) – polski malarz.

## Życiorys
Urodził się jako Tadeusz Fuss, był nieślubnym synem i dopiero po uznaniu przez biologicznego ojca do panieńskiego nazwiska matki dodano mu jego nazwisko. Studiował w krakowskiej Akademii Sztuk Pięknych, a następnie w warszawskim Instytucie Propagandy Sztuki i w Akademii Sztuk Pięknych we Florencji. Po wybuchu II wojny światowej przedostał się do Szwajcarii, gdzie w 1941 uczestniczył w renowacji fresków na sklepieniu kaplicy w Zuchwil. W 1942 zaprojektował witraże w kościele Solothurn, a pięć lat później powstała mozaika w kościele w Bellach. W 1948 wyjechał do Francji, mieszkał w Nicei i w Paryżu. W Nicei czterokrotnie wystawiał swoje prace podczas UMAM (Union Méditerranéenne pour l'art moderne), w 1951 i 1952 zajął pierwsze miejsca. Po przeprowadzce do Paryża studiował architekturę, a po jej ukończeniu wyjechał na Majorkę, gdzie projektował domy i rezydencje w Puerto de Andratx.
Od 1960 odszedł od tradycyjnego malarstwa i skupił się na tworzeniu abstrakcyjnych kompozycji przestrzennych z gipsu i żywicy, do których używał również patynowanej blachy i pokrytych rdzą metalowych elementów. Pod koniec lat 60. rozszerzył swoją działalność artystyczną o drewniane rzeźby przypominające wyimaginowane owady lub pozaziemskie istoty. Do koneserów jego sztuki zaliczano znane osoby publiczne takie jak m.in. Samuel Beckett, Artur Rubinstein, Will Grohmann. Do swoich kolekcji zakupiły je paryskie Musée National d’Art Moderne i University of Massachusetts, a także wielu kolekcjonerów zagranicznych.

## Wystawy

### Wystawy indywidualne
- 1943 Winterthur, Szwajcaria (Kunstgewerbesaal);
- 1947 Solura, Szwajcaria (Bookshop Lüthy);
- 1948 Berno, Szwajcaria (Lyceumsaal 1948);
- 1949 Solura, Szwajcaria (Bookshop Lüthy);
- 1950 Nicea, Francja (Gallery Gui Blanchard);
- 1950 Paryż, Francja (Galerie Bernheim-Jeune);
- 1951 Nicea, Francja (L´Art Club);
- 1951 Zurych, Szwajcaria (Gallerie Kirchgasse);
- 1952 Mentona, Francja (Premier Biennale a Menton);
- 1960 Paryż, Francja (Gallery Edouard Loeb);
- 1961 Londyn, Wielka Brytania (Marlborough Gallery);
- 1962 Nowy Jork, USA (Bertha Schaefer Gallery);
- 1963 Paryż, Francja (Gallery Edouard Loeb);
- 1964 Pittsburgh, USA (Exposition Internationale de Pittsburgh,jury-selected for Institut Carnegie);
- 1965 Monachium, Republika Federalna Niemiec (Galerie Thomas);
- 1966 Nowy Jork, USA (Bertha Schaefer Gallery);
- 1965 Sztokholm, Szwecja (Svea Galleriet).

### Wystawy zbiorowe (wybrane)
- 1950 Nicea, Francja (U.M.A.M – Union Mediterranéenne pour l´art moderne – with a 2nd prize);
- 1951 Nicea, Francja („Prix de la jeune peinture“ 1st prize U.M.A.M Prix Galerie Massena);
- 1952 Vallauris, Francja („Peinture et Lumieres“ together with Picasso, Chagall, Matisse, Pignon, Poliakoff, Leger and others);
- 1952 Nicea, Francja („Prix de la jeune Peinture“ 1st prize U.M.A.M Galerie Massena and 1st prize Pébéo);
- 1952 Cagnes-sur-Mer, Francja („Premier Salon d´Art Mediterraneen“ together with Renoir, Chagall, Picasso, Matisse, Winter and others);